# Roeien op de Olympische Jeugdzomerspelen 2014
Roeien is een van de olympische sporten die beoefend worden tijdens de Olympische Jeugdzomerspelen 2014 in Nanjing. De competitie loopt van 17 tot en met 20 augustus in het Nanjing Rowing-Canoeing School. Er zijn vier onderdelen; zowel voor de jongens en meisjes de skiff en de twee-zonder.

## Kalender
| Augustus | 16 | 17 | 18 | 19 | 20 | 21 | 22 | 23 | 24 | 25 | 26 | 27 | 28 |
| -------- | -- | -- | -- | -- | -- | -- | -- | -- | -- | -- | -- | -- | -- |
| Roeien   |    |    |    |    | 4  |    |    |    |    |    |    |    |    |

|  | Competitie |  | Finale |

## Medailles

### Jongens
| Discipline  | Goud | Goud                         | Zilver | Zilver                      | Brons | Brons                       |
| ----------- | ---- | ---------------------------- | ------ | --------------------------- | ----- | --------------------------- |
| Skiff       | GER  | Tim Ole Naske                | AZE    | Boris Yotov                 | CAN   | Dan de Groot                |
| Twee-zonder | ROU  | Gheorghe Dedu Ciprian Tudosa | CZE    | Miroslav Jech Lukas Helesic | TUR   | Gokhan Guven Eren Can Aslan |

### Meisjes
| Discipline  | Goud | Goud                              | Zilver | Zilver              | Brons | Brons                            |
| ----------- | ---- | --------------------------------- | ------ | ------------------- | ----- | -------------------------------- |
| Skiff       | BLR  | Krystsina Staraselets             | GRE    | Athina Angelopoulos | FRA   | Camille Juillet                  |
| Twee-zonder | ROU  | Christina Popescu Denisa Tilvescu | CHN    | Yadan Luo Jie Pan   | CAN   | Larissa Werbicki Caileigh Filmer |

### Medailleklassement
| Plaats | Land         | NOC    | Goud | Zilver | Brons | Totaal |
| ------ | ------------ | ------ | ---- | ------ | ----- | ------ |
| 1      | Roemenië     | ROU    | 2    | 0      | 0     | 2      |
| 2      | Duitsland    | GER    | 1    | 0      | 0     | 1      |
| 2      | Wit-Rusland  | BLR    | 1    | 0      | 0     | 1      |
| 4      | Azerbeidzjan | AZE    | 0    | 1      | 0     | 1      |
| 4      | Tsjechië     | CZE    | 0    | 1      | 0     | 1      |
| 4      | Griekenland  | GRE    | 0    | 1      | 0     | 1      |
| 4      | China        | CHN    | 0    | 1      | 0     | 1      |
| 8      | Canada       | CAN    | 0    | 0      | 2     | 2      |
| 9      | Frankrijk    | FRA    | 0    | 0      | 1     | 1      |
| 9      | Turkije      | TUR    | 0    | 0      | 1     | 1      |
| Totaal | Totaal       | Totaal | 4    | 4      | 4     | 12     |

Atletiek · Badminton · Basketbal · Beachvolleybal · Boksen · Boogschieten · Gewichtheffen · Golf · Gymnastiek · Handbal · Hockey · Judo · Kanovaren · Moderne vijfkamp · Paardensport · Roeien · Rugby Sevens · Schermen · Schietsport · Schoonspringen · Taekwondo · Tafeltennis · Tennis · Triatlon · Voetbal · Wielersport · Worstelen · Zeilen · Zwemmen